# سيدي أحمد السايح
سيدي أحمد السايح (بالإنجليزية: SIDI AHMED ESSAYEH)‏ هي جماعة قروية تابعة لإقليم الصويرة ضمن جهة مراكش - تانسيفت - الحوز بالمغرب. بلغ مجموع عدد سكان سيدي أحمد السايح  حسب إحصاءات 2004 حوالي 6044 نسمة يعيشون في 1110 أسرة.